# Brian Wilson: Long Promised Road (film)
Brian Wilson: Long Promised Road  è un documentario del 2021 diretto da Brent Wilson (non imparentato con Brian).
Dal film, incentrato sulla figura di Brian Wilson, è tratto l'album di Brian Wilson Brian Wilson: Long Promised Road, che funge da colonna sonora del documentario.
(Elton John, intervistato nel documentario Brian Wilson: Long Promised Road)
Il documentario, attraverso un viaggio in macchina di Brian e Brent scandito da musica e aneddoti sulla vita del musicista, ripercorre i momenti più importanti della vita dell’artista anche grazie a varie interviste, anche a noti musicisti (tra i quali Elton John e Bruce Springsteen).

## Produzione
Il documentario è stato originariamente concepito come un documentario classico in cui Brent avrebbe intervistato Brian in una sala conferenze, ma questo progetto fallì sul nascere poiché Brian non era disposto a girare il film con questo formato.
Il documentario infine, venne programmato in modo che Brian Wilson fosse disposto a parteciparvi, creando dunque il formato che è poi uscito ufficialmente.
(Bruce Springsteen, intervistato nel documentario Brian Wilson: Long Promised Road)